# روونتیران ونگادسان
روونتیران ونگادسان (انگلیسی: V. Ruventhiran؛ زادهٔ ۲۴ اوت ۲۰۰۱) بازیکن فوتبال است.
وی همچنین در تیم‌های ملی فوتبال زیر ۲۳ سال و بزرگسالان مالزی بازی کرده‌است.